# Djetlovke
Djetlovke (lat. Piciformes) su red u razredu ptica koji se najčešće dijeli na dva podreda i šest porodica. To su neobične, dobro opremljene ptice puzačice. Gotovo sve ptice iz ovog reda imaju zygodactilno oblikovana stopala, što znači da imaju dva prsta okrenuta prema naprijed (do polovice prvog članka međusobno sraštena), a dva prema natrag. Svi prsti imaju snažne, oštre kandže polumjesečastog oblika koje im omogućuju hvatanje za okomiti dio stabla, a kljunovi su im također snažni i pri vrhu oštri poput dlijeta (po čemu su i dobili ime).
Imaju i vrlo specifičan rep. Pera u repu su relativno kratka i čvrta, tako da pticama rep služi kao "treća noga" kod puzanja gore-dole po stablu, a najviše kao potporanj kod kljucanja po kori ili dubljenju duplji.
Općenito, te ptice su kukcožderi, iako se tukani hrane uglavnom voćem, a medovođe pčelinjim voskom. One vrste koje se hrane kukcima, kreću se od dna stabla prema krošnji, kljunom razbijaju koru kako bi došli do kukaca ili njihovih ličinki pomažući se pri tome vrlo neobično oblikovanim jezikom. On je vrlo dugačak, crvoliko izvučen, lagano rožnat a uz rubove ima sa svake strane četiri do pet kratkih krutih bodljika čiji izgled podsjeća na kuke na vrhu strelica. Uz to, njihove žlijezde slinovnice luče ljepljivu sluz koja, kao kod mravojeda, premazuje jezik. Nakon što kljunom otvori pristup do potkornih kanala raznih kukaca, jezikom prodire u njih. Smatraju se vrlo korisnim čistačem šuma.
Sve ptice su bez iznimki dupljašice. Gnijezde se u dupljama, bilo da ih izdube same, ili da ih, kao tukani preuzmu od drugih ili se gnijezde u prirodno nastalim. Mladunci svih ptica ih ovog reda su čučavci

## Sistematika djetlovki
Red: Piciformes
- Podred: Galbuloidea (jakamaroliki)
  - Porodica: Bucconidae
  - Porodica: Galbulidae (jakamari/sjajnice[1])

- Podred: Picoidea
  - Porodica: Indicatoridae (medovođe/medarice[1])
  - Porodica: Picidae (djetlići, žune, vijoglavke)
    - Potporodica: Jynginae (vijoglavke)
    - Potporodica: Picinae (djetlići)
    - Potporodica: Picumninae (žunice)

  - Porodica: Ramphastidae (tukani)
    - Potporodica Capitoninae (bradonjice[1])
    - Lybiinae
    - Megalaiminae
    - Ramphastinae